# HD 4747
Désignations
HD 4747 est un système binaire de la constellation de la Baleine constitué d'une étoile, nommée HD 4747 A, et d'une naine brune, HD 4747 B. Sa magnitude apparente est de 7,16 et il est donc trop faible pour être visible à l’œil nu. Il est distant de ∼ 61 a.l. (∼ 18,7 pc) de la Terre et il s'éloigne du Soleil avec une vitesse radiale héliocentrique de +9 km/s.